# Five Years (1969-1973)
Five Years (1969–1973) è un cofanetto box set del cantautore britannico David Bowie pubblicato il 25 settembre 2015.
Il cofanetto, primo nella serie retrospettiva dedicata alla carriera di Bowie, è principalmente incentrato sulla prima fase della sua carriera (tralasciando però il primo album uscito per la Deram nel 1967). Il materiale proviene dal 1969 al 1973 e il cofanetto è uscito in versione da 12 CD e da 13 LP in vinile. Esclusiva del box set è Re:Call 1, una nuova compilation di brani rari, versioni alternative, e singoli non estratti da album.
Inoltre, il cofanetto include versioni rimasterizzate dei dischi David Bowie (maggiormente conosciuto con il titolo Space Oddity), The Man Who Sold the World, Hunky Dory, The Rise and Fall of Ziggy Stardust and the Spiders from Mars, Aladdin Sane e Pin Ups; più l'album dal vivo Live Santa Monica '72, e il missaggio di Ken Scott del 2003 di Ziggy Stardust, precedentemente disponibile solo nella versione SACD e DVD-Audio del 2012 uscita in occasione del 40º anniversario della pubblicazione dell'album.
Il box set è completato da un libro fotografico con foto rare, note dettagliate redatte dai produttori Tony Visconti e Ken Scott, recensioni originali dell'epoca, ed una breve presentazione scritta da Ray Davies dei The Kinks.

## Tracce
Tutti i brani sono opera di David Bowie, eccetto dove indicato diversamente.
 David Bowie (alias Space Oddity) 
1. Space Oddity – 5:14
2. Unwashed and Somewhat Slightly Dazed – 6:10
3. (Don't Sit Down) – 0:39
4. Letter to Hermione – 2:30
5. Cygnet Committee – 9:30
6. Janine – 3:19
7. An Occasional Dream – 2:56
8. Wild Eyed Boy from Freecloud – 4:47
9. God Knows I'm Good – 3:16
10. Memory of a Free Festival – 7:07

 The Man Who Sold the World 
1. The Width of a Circle – 8:05
2. All the Madmen – 5:38
3. Black Country Rock – 3:32
4. After All – 3:51
5. Running Gun Blues – 3:11
6. Saviour Machine – 4:25
7. She Shook Me Cold – 4:13
8. The Man Who Sold the World – 3:55
9. The Supermen – 3:38

 Hunky Dory 
1. Changes - 3:37
2. Oh! You Pretty Things - 3:12
3. Eight Line Poem - 2:55
4. Life on Mars? - 3:53
5. Kooks - 2:53
6. Quicksand - 5:08
7. Fill Your Heart (Rose, Williams) -3:07
8. Andy Warhol - 3:56
9. Song for Bob Dylan - 4:12
10. Queen Bitch - 3:18
11. The Bewlay Brothers - 5:22

 The Rise and Fall of Ziggy Stardust and the Spiders from Mars 
1. Five Years – 4:43
2. Soul Love – 3:34
3. Moonage Daydream – 4:40
4. Starman – 4:14
5. It Ain't Easy – 2:57 (R. Davies)
6. Lady Stardust – 3:21
7. Star – 2:47
8. Hang On to Yourself – 2:39
9. Ziggy Stardust – 3:13
10. Suffragette City – 3:25
11. Rock 'n' Roll Suicide – 2:58

 Aladdin Sane 
1. Watch That Man – 4:25
2. Aladdin Sane (1913-1938-197?) – 5:06
3. Drive-In Saturday – 4:33
4. Panic in Detroit – 4:25
5. Cracked Actor – 3:01
6. Time – 5:15
7. The Prettiest Star – 3:31
8. Let's Spend the Night Together (Jagger, Richards) – 3:10
9. The Jean Genie – 4:07
10. Lady Grinning Soul – 3:54

 Pin Ups 
1. Rosalyn (Jimmy Duncan, Bill Farley) – 2:27
2. Here Comes the Night (Bert Berns) – 3:09
3. I Wish You Would (Billy Boy Arnold) – 2:40
4. See Emily Play (Syd Barrett) – 4:03
5. Everything's Alright (N. Crouch, J. Konrad, S. Stavely, S. James, K. Karlson) – 2:26
6. I Can't Explain (Pete Townshend) – 2:07
7. Friday on My Mind (George Young, Harry Vanda) – 3:18
8. Sorrow (B. Feldman, J. Goldstein, R. Gottehrer) – 2:48
9. Don't Bring Me Down (Johnnie Dee) – 2:01
10. Shapes of Things (P. Samwell-Smith, J. McCarty, K. Relf) – 2:47
11. Anyway, Anyhow, Anywhere (Roger Daltrey, Pete Townshend) – 3:04
12. Where Have All the Good Times Gone (Ray Davies) – 2:35

 Live Santa Monica '72 
1. Introduction – 0:13
2. Hang on to Yourself – 2:46
3. Ziggy Stardust – 3:23
4. Changes – 3:27
5. The Supermen – 2:55
6. Life on Mars? – 3:28
7. Five Years – 4:32
8. Space Oddity – 5:05
9. Andy Warhol – 3:50
10. My Death (Eric Blau, Mort Shuman, Jacques Brel) – 5:51
11. The Width of a Circle – 10:44
12. Queen Bitch – 3:00
13. Moonage Daydream – 4:53
14. John I'm Only Dancing – 3:16
15. I'm Waiting for the Man (Lou Reed) – 5:45
16. The Jean Genie – 4:00
17. Suffragette City – 4:12
18. Rock 'n' Roll Suicide – 3:01

 Ziggy Stardust: The Motion Picture Soundtrack 
CD 1
1. Intro (Inclusa la nona sinfonia di Beethoven arrangiata ed eseguita da Wendy Carlos) – 1:05
2. Hang On to Yourself – 2:55
3. Ziggy Stardust – 3:19
4. Watch That Man – 4:14
5. Wild Eyed Boy from Freecloud – 3:15
6. All the Young Dudes – 1:38
7. Oh! You Pretty Things – 1:46
8. Moonage Daydream – 6:25
9. Changes – 3:36
10. Space Oddity – 5:05
11. My Death – 7:20 (E. Blau, J. Brel, M. Schuman)

CD 2
1. Intro (Inclusa l'Overture del Guglielmo Tell di Gioachino Rossini) – 1:01
2. Cracked Actor – 3:03
3. Time – 5:31
4. The Width of a Circle – 15:45
5. Let's Spend the Night Together – 3:02 (M. Jagger, K. Richards)
6. Suffragette City – 4:32
7. White Light/White Heat – 4:01 (Lou Reed)
8. Farewell Speech – 0:39
9. Rock 'n' Roll Suicide – 5:17

 The Rise and Fall of Ziggy Stardust and the Spiders from Mars (Ken Scott mix 2003) 
1. Five Years – 4:43
2. Soul Love – 3:34
3. Moonage Daydream – 4:40
4. Starman – 4:14
5. It Ain't Easy – 2:57 (R. Davies)
6. Lady Stardust – 3:21
7. Star – 2:47
8. Hang On to Yourself – 2:39
9. Ziggy Stardust – 3:13
10. Suffragette City – 3:25
11. Rock 'n' Roll Suicide – 2:58

 Re:Call 1 
1. Space Oddity (original UK mono single version) - 4:42
2. Wild Eyed Boy from Freecloud (original UK mono single version) - 4:52
3. Ragazzo solo, ragazza sola (Bowie, Mogol) (versione italiana di Space Oddity) - 5:06
4. The Prettiest Star (con Marc Bolan alla chitarra) - 3:13
5. Conversation Piece - 3:07
6. Memory of a Free Festival (Part 1) - 4:03
7. Memory of a Free Festival (Part 2) - 3:34
8. All the Madmen (mono single edit) - 3:15
9. Janine (mono version) - 3:23
10. Holy Holy (original mono single version) - 3:13
11. Moonage Daydream (versione The Arnold Corns, 1971) - 3:53
12. Hang On to Yourself (versione The Arnold Corns, 1971) - 2:52
13. Changes (mono single version) - 3:39
14. Andy Warhol (mono single version) - 3:07
15. Starman (original single mix) - 4:17
16. John, I'm Only Dancing (mono single version) - 2:47
17. The Jean Genie (original single mix) - 4:08
18. Drive-In Saturday (german single edit) - 4:03
19. Round and Round (Chuck Berry) - 2:42
20. John, I'm Only Dancing (sax version) - 2:45
21. Time (U.S. single edit) - 3:43
22. Amsterdam (Jacques Brel) - 3:27
23. Holy Holy (versione Spiders from Mars) - 2:18
24. Velvet Goldmine - 3:10